# Zusammenbruchstheorie
Unter Zusammenbruchstheorie wird im Marxismus eine Theorie verstanden, wonach der Kapitalismus notwendigerweise zusammenbrechen muss.

## Geschichte
Der deutsch-polnische Ökonom Henryk Grossmann (1881–1950) formulierte 1929 in seiner Schrift Das Akkumulations- und Zusammenbruchsgesetz des kapitalistischen Systems: „Unsere Aufgabe besteht darin, zu zeigen, wie der kapitalistische Reproduktionsprozess durch Ursachen, die aus dem Wirtschaftskreislauf selbst entspringen, notwendig in zyklischen, also periodisch sich wiederholenden Auf- und Abstiegsbewegungen verläuft und schließlich zum Zusammenbruch des kapitalistischen Systems führt.“ (S. 79).
Allerdings drückt er sich auch schwächer aus: „Wie, auf welche Weise kann die Akkumulation die kapitalistische Produktion zum Zusammenbruch bringen, wenn wir zunächst von den entgegenwirkenden Tendenzen, von welchen Marx spricht, absehen?“ (S. 79). Grossmann spricht sowohl vom „Zusammenbruchsgesetz“ als auch von der „Zusammenbruchstendenz“.
Ursprünglich wurde der Begriff kritisch von Eduard Bernstein gegen Karl Marx verwendet. Bernstein kritisierte Teile der marxschen Theorie, indem er behauptete, dass ein Zusammenbruch, ein großer „Kladderadatsch“ – ein Altberliner Ausdruck, der etwa „etwas fällt herunter und bricht mit Krach in Scherben“ bedeutet – des Kapitalismus nicht zwangsläufig sei, dass deshalb auch kein gewaltsamer Umsturz, keine Revolution erforderlich sei, sondern dass vielmehr durch eine Reihe von Reformen allmählich politisch der Sozialismus erreicht werden könnte. Damit löste er den Revisionismusstreit in der SPD aus.
Dagegen argumentierte Rosa Luxemburg, dass das Kapital immer äußere Räume brauche, um seine Waren verkaufen zu können. Sobald die ganze Welt kapitalistisch sei und es keine äußeren Räume mehr gebe, müsste notgedrungen die auf dem Kapital beruhende Wirtschaft zusammenbrechen. Das Kapital kann also von selbst nicht genügend Nachfrage nach seinen Produkten entwickeln, weshalb es auf Nachfrage von außen angewiesen sei. Dabei wird dieses „Außen“ aber selbst Teil der kapitalistischen Wirtschaft, sodass schließlich nichts außerhalb von ihr mehr übrig sein werde. Heute gehen viele Marxisten allerdings davon aus, dass das Kapital in der Lage ist, seine eigene Nachfrage zu schaffen und in diesem Punkt nicht auf nichtkapitalistische Räume angewiesen ist.
Grossmann geht von einer eigenen Version des marxschen Gesetzes des tendenziellen Falls der Profitrate aus. Der Kapitalismus müsse schließlich zusammenbrechen, weil die durch den technischen Fortschritt erforderlichen Investitionen größer seien, als insgesamt produziert werden könne (siehe ausführliche Darstellung unter Henryk Grossmann). Neben mangelnder Nachfrage (Luxemburg) oder mangelndem Mehrwert (Grossmann) kommen auch andere Zusammenbruchsgründe in Frage, etwa die zunehmende Verelendung der Arbeitermassen oder Bewusstseinsprozesse in ihnen. Inwieweit Marx selbst an einen Zusammenbruch glaubte, ist umstritten.

## Kritik
Kritiker von Zusammenbruchstheorien wie Nikolai Kondratjew lehnen ein deterministisches Zusammenbruchsgesetz ab. Die Geschichte habe gezeigt, dass sie nicht deterministisch verläuft, dass also auch regelmäßige Krisen und große Krisen nicht notwendig zu einem Zusammenbruch führen müssen. So bestreiten diese Marxisten auch, dass sich aus der Theorie von Karl Marx eine Zusammenbruchstheorie ableiten lässt, auch wenn sich einzelne Aussagen bei Marx und Engels finden lassen, die anzuzeigen scheinen, dass beide an einen nahen Zusammenbruch zumindest zeitweise geglaubt haben, darunter die Andeutungen in Marx’ Frühwerk „Grundrisse“.
Michael Heinrich schreibt der Zusammenbruchstheorie des Kapitals vor allem eine historische Entlastungsfunktion zu. „Egal wie schlimm die aktuellen Niederlagen auch waren, das Ende des Gegners war letztlich doch gewiss.“. Krisen seien im Kapitalismus aber nicht nur zerstörerisch, „vielmehr wird in Krisen die Einheit von Momenten, die (wie Produktion und Konsum) zwar zusammengehören, aber gegeneinander verselbständigt sind (Produktion und Konsum gehorchen unterschiedlichen Bestimmungen), gewaltsam wieder hergestellt.“.